# وولکا کوسووسکا
وولکا کوسووسکا (به لاتین: Wólka Kosowska) یک روستا در لهستان است که در گمینا لشنووولا واقع شده‌است.